# Миљијано (Авелино)
Миљијано је насеље у Италији у округу Авелино, региону Кампанија.
Према процени из 2011. у насељу је живело 386 становника. Насеље се налази на надморској висини од 175 м.